# 遠雄人壽
遠雄人壽保險事業股份有限公司（簡稱遠雄人壽）（Farglory Life Insurance Inc.）是一家總部設於中華民國臺北市的人壽保險公司，遠雄集團旗下壽險業。

## 沿革
- 1993年11月19日：創立中興人壽。
- 2000年：中興人壽更名為遠雄人壽，並成立台中、高雄分公司。
- 2004年10月：蘇黎世保險自台灣撤資；遠雄人壽併購蘇黎世人壽台灣分公司，承受蘇黎世人壽出讓之保單及其相關資產與負債。
- 2015年4月16日：遠雄人壽於興櫃市場掛牌交易。

- 2023年11月19日：遠雄人壽成立30週年。

## 相關企業
- 遠雄自由貿易港區
- 遠雄海洋公園
- 遠雄悅來大飯店

## 外部連結
- （繁體中文） 遠雄人壽 （页面存档备份，存于）